# Пакистанская мусульманская лига (К)
Пакистанская мусульманская лига (К) (урду پاکستان مسلم لیگ ق‎) была основана в 2002 году небольшой группой единомышленников.

## История
В августе 2002 года, Первез Мушарраф, как президент Пакистана, пригласил Чоудхри Шуджата Хусейна и Чоудхри Первеза Элахи принять участие в руководстве данной партией.
В сентябре 2010 года Пакистанская мусульманская лига (Ф) и ПМЛ-К объединились, сформировав Всепакистанскую мусульманскую лигу (Пир Пагара).
C 2013 до 2018 входит в состав правящей в Белуджистане Коалиции. На выборах в национальное собрание 2018 года вошла в большой демократический альянс.
Поддерживает на выборах Имран Хана.
После июня 2022 входит в состав правительства вместе с Народной партией, ПМЛ-Наваз и региональными партиями.